# ヨーロッパオープン・グラスゴー
ヨーロッパオープン・グラスゴー(Europian Open Glasgow)はイギリスの国際柔道大会。

## 来歴
2009年よりIJFワールド柔道ツアーの一環として、グランドスラム、グランプリなどに次ぐ位置付けとなったワールドカップのうちの1大会。なお、今大会は世界ランキング対象大会であるが、国際柔道連盟主催ではなく大陸連盟主催の大会であるため、ワールド柔道ツアーには含まれない。2009年は男女同時に開催されたが、それ以降は毎年男女交互に大会が開催されることになった。以前は「イギリス国際柔道大会」と呼ばれていた。2009年から「ワールドカップ・バーミンガム」という名称になった。2011年はリバプールで開催された。2013年には開催地がバーミンガムからグラスゴーとなり、「ヨーロッパオープン・グラスゴー」という名称に変更された。

## 名称の変遷
イギリス国際柔道大会( -2008)

ワールドカップ・バーミンガム World Cup Birmingham(2009-2010)

ワールドカップ・リバプール World Cup Liverpool(2011)

ヨーロッパオープン・グラスゴー Europian Open Glasgow(2013- )

## 優勝者

### 男子
| 年     | 60 kg級                  | 66 kg級                  | 73 kg級                | 81 kg級                    | 90 kg級                  | 100 kg級               | 100 kg超級               |
| 2009年 | デニス・ラブレンティエフ | ダビド・ラローズ         | ギヨーム・シェヌ       | イアン・バートン           | ユーゴ・ペッサーニャ     | ザファール・マクマドフ | ドミトリー・ステルコフ   |
| 2011年 | アシュリー・マッケンジー | ダビド・ラローズ         | ニコラス・デルポポロ   | アクセル・クレルジュ       | クリストフェ・ランベルト | ベンジャミン・ベーラ   | ダニエル・エルナンデス   |
| 2013年 | ルートウィヒ・パイシャー | コリン・オーツ           | マルコ・マダローニ     | ウングヴァーリ・アティッラ | アロン・サッソン         | イアン・バートン       | ベンジャミン・アルメニー |
| 2015年 | エルーン・モーレン       | キリアン・ル・ブルーシュ | ギヨーム・シェヌ       | オーウェン・リブジー       | シニル・グロスクラウス   | ミハエル・コレル       | マティアジュ・セライ     |
| 2016年 | フェリペ・ペリム         | ダビド・ラローズ         | エデュアルド・バルボサ | ドミニク・レッセル         | マックス・スチュワート   | シメオン・カタリナ     | ナビル・ザラ             |
| 2018年 | バンサン・リマール       | アレクサンダー・ショート | ロバート・バービグ     | シャミル・ボルチャシビリ   | ブノワ・コラン           | ジョセフ・テレク       | ユール・スペイケルス     |

### 女子
| 年     | 48 kg級                      | 52 kg級              | 57 kg級                | 63 kg級              | 70 kg級                                  | 78 kg級                    | 78 kg超級                      |
| 2009年 | キンバリー・レニックス       | イルス・ヘイレン     | ビオラ・ベクター       | サラ・クラーク       | マイレーヌ・ショレ                       | アスンタ・ガレオーネ       | サラ・アドリントン             |
| 2010年 | シャルリーヌ・ファンスニック | マリー・ミュラー     | ヘドヴィグ・カラカス   | ウルシカ・ジョルニル | キム・ポリング                           | ケイラ・ハリソン           | アン＝ソフィー・モンディエール |
| 2014年 | 十田美里                     | ルシール・デュポール | 石川慈                 | ジェマ・ハウエル     | サリー・コンウェイ                       | 濵田尚里                   | カロリン・ヴァイス             |
| 2016年 | キム・アッカー               | ケリー・エドワーズ   | ジェシカ・クリムカイト | ルーシー・レンシャル | ケイティー＝ジェミマ・イエーツ＝ブラウン | ラリッサ・フルーンヴォルド | エリサ・マルチオ               |
| 2018年 | マレーヌ・レンリ             | ペネロプ・ボナ       | ジョシー・スティール   | メルディ・シンティオ | マルゴー・ピノ                           | イロナ・ルカッセン         | ラウイティ・ベルノードン       |